# Roslagen

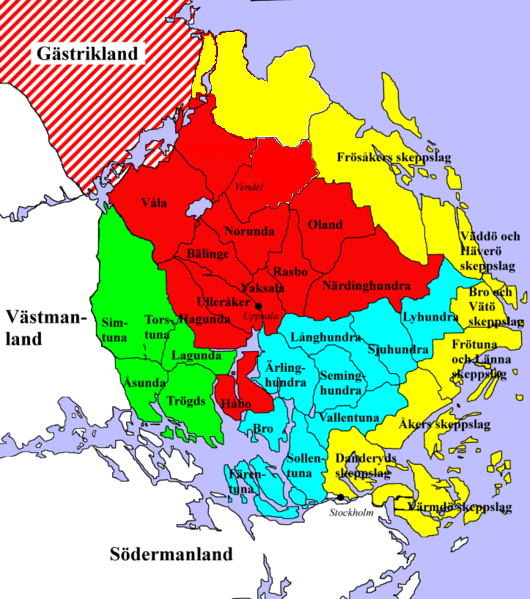
Mapa da antiga Uppland, onde Roden (a amarelo) corresponde aproximadamente à Roslagen dos nossos dias.

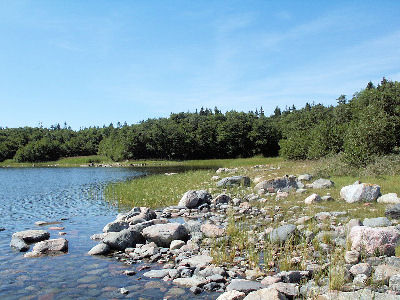
Söderöra em Roslagen – uma das ilhas do Arquipélago de Estocolmo

Roslagen é uma região da Suécia que compreende o litoral da província histórica da Uppland e ilhas adjacentes (que pertencem ao Arquipélago de Estocolmo), situada entre as cidades de Estocolmo e Gävle.
Faz parte do condado de Estocolmo, e é constituída por quatro comunas - Norrtälje, Vaxholm, Österåker e Östhammar. A sua principal cidade é Norrtälje.

## Etimologia
O nome geográfico Roslagen deriva das palavras nórdicas Roden (antigo nome da região, originado na ancestral organização naval dos suíones) e lag (grupo de pessoas cooperantes, isto é tripulação).
A região está mencionada como Rodzlagen, em 1493.

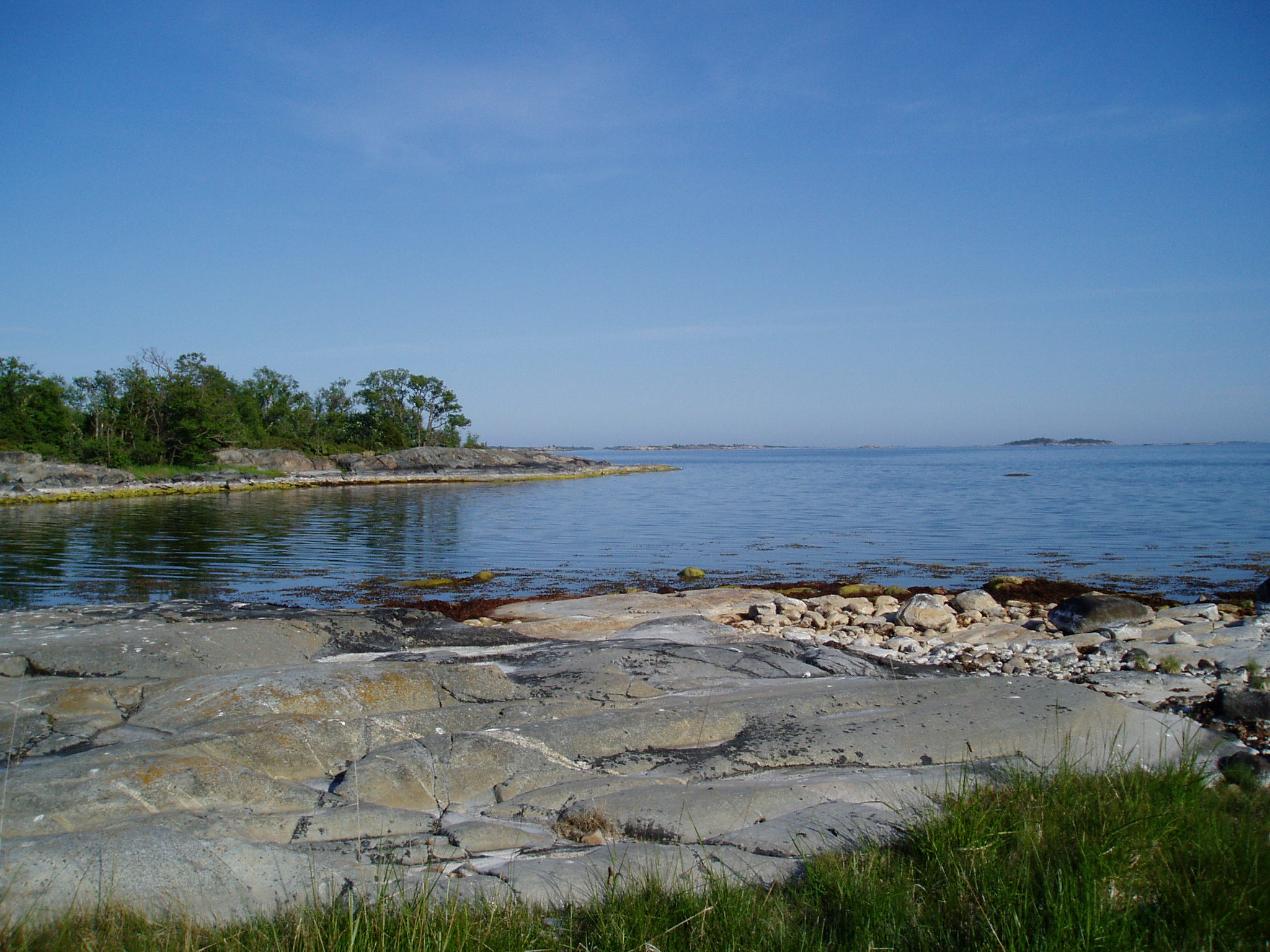
Litoral de Roslagen
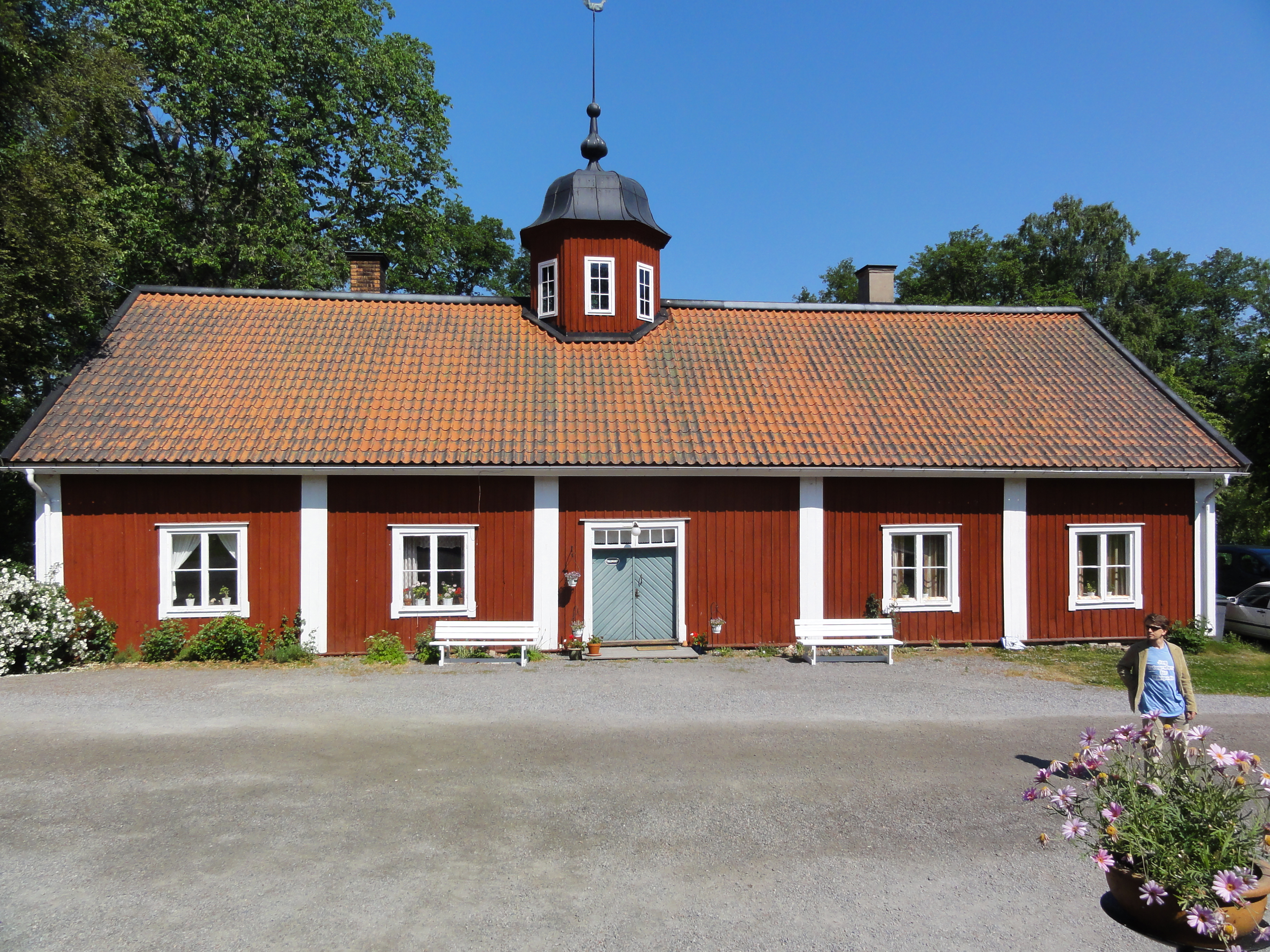
Antigo tribunal de Wira bruk
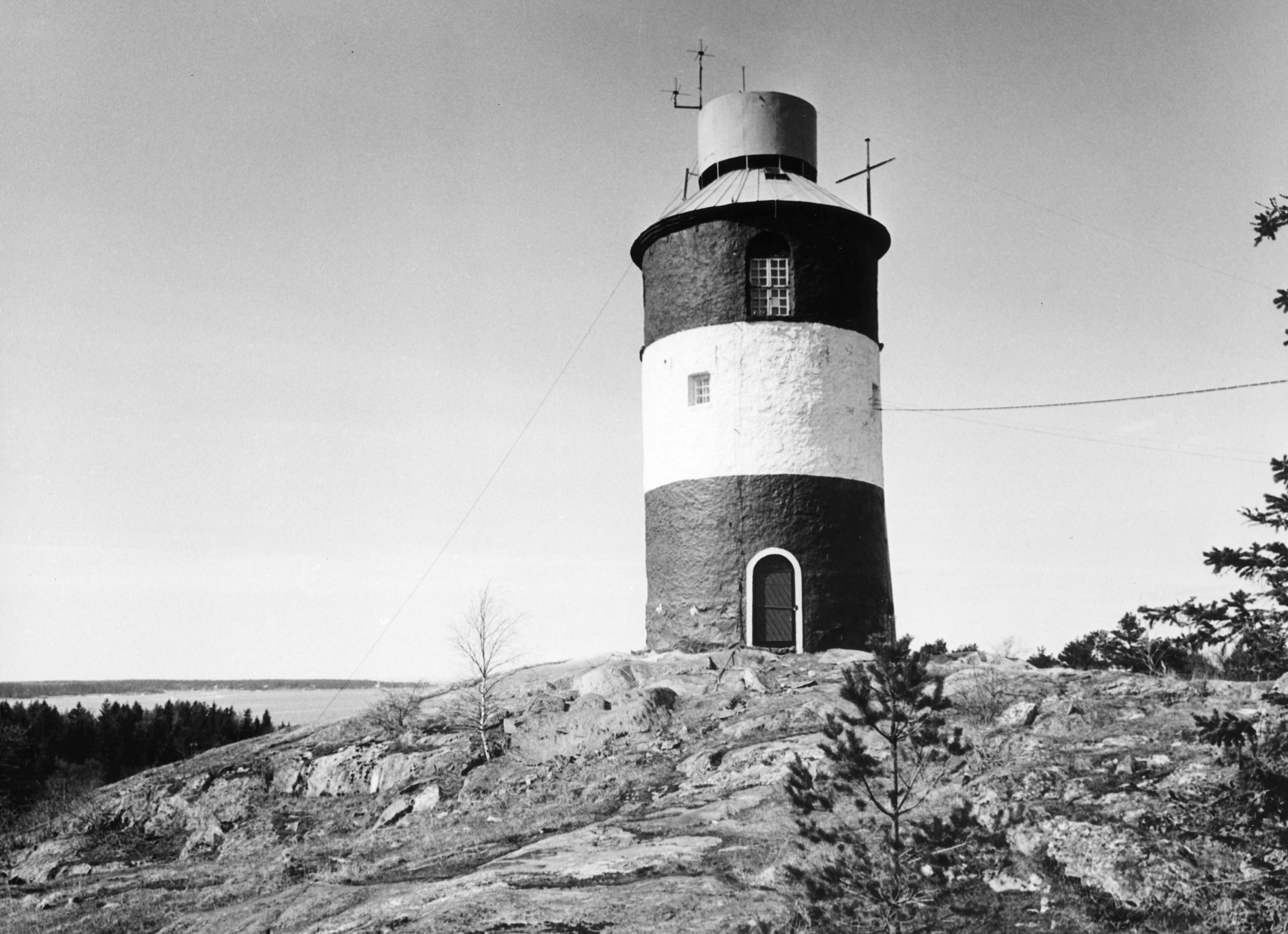
Antigo farol
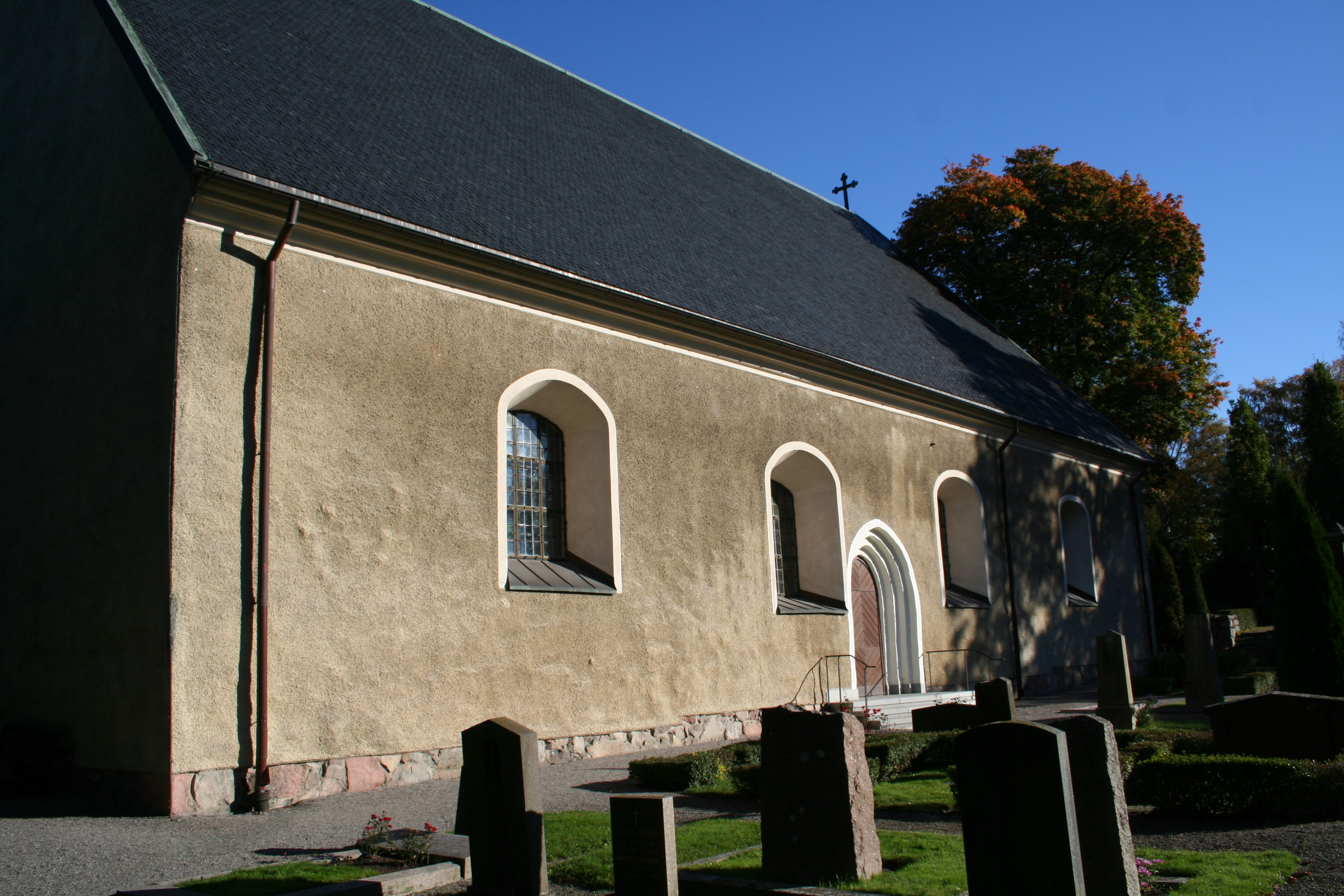
Igreja de Danderyd